# Mistrzostwa Świata Juniorów w Łyżwiarstwie Szybkim 2002
31. Mistrzostwa świata juniorów w łyżwiarstwie szybkim 2002 – zawody sportowe, które odbyły się w dniach 1 - 3 marca we włoskim Collalbo. 

## Tabela medalowa
| Lp. | Kraj             | Złoto | Srebro | Brąz | Razem |
| 1   | Holandia         | 3     | 0      | 2    | 5     |
| 2   | Korea Południowa | 1     | 1      | 0    | 2     |
| 3   | Japonia          | 0     | 2      | 0    | 2     |
| 4   | Rosja            | 0     | 1      | 0    | 1     |
| 5   | Niemcy           | 0     | 0      | 2    | 2     |

## Medale
| Konkurencja | Złoto                                                             | Srebro                                                  | Brąz                                                           |
| Mężczyźni   |                                                                   |                                                         |                                                                |
| Wielobój    | Beorn Nijenhuis                                                   | Iwan Skobriew                                           | Remco Olde Heuvel                                              |
| Sztafeta    | Korea Południowa Lee Seung-hwan · Mun Jun · Yeo Sang-yeop         | Japonia Michihiro Ara · Shingo Doi · Masaki Hirano      | Holandia Beorn Nijenhuis · Remco Olde Heuvel · Tom Prinsen     |
| Kobiety     |                                                                   |                                                         |                                                                |
| Wielobój    | Elma de Vries                                                     | Eriko Ishino                                            | Judith Hesse                                                   |
| Sztafeta    | Holandia Mariska Huisman · Annelies van der Ploeg · Elma de Vries | Korea Południowa Choi Yun-suk · Lee Bo-ra · Lee So-yeon | Niemcy Monique Angermüller · Judith Hesse · Nadine Seidenglanz |